# Michael Rackelmann
Michael Rackelmann (auch: Rakelmann; * um 1554 in Weida; † September 1610 in Meißen) war ein deutscher Pädagoge und evangelisch-lutherischer Theologe.

## Leben
Über Rackelmanns Herkunft ist nichts bekannt. Aufgrund dessen, dass er sich in späteren Aufzeichnungen als von Weida kommend bezeichnet, ist davon auszugehen, dass dies sein Geburtsort ist. Erstmals greifbar wird er, als er sich im Sommersemester 1570 an der Universität Leipzig immatrikulierte. Hier wird er den Sitten der Zeit entsprechend zunächst philosophische Vorlesungen besucht haben. Im Oktober 1575 wechselte er an die Universität Wittenberg, wo er sich weiter ausgebildet und am 4. März 1578 den akademischen Grad eines Magisters der philosophischen Wissenschaften erwarb. 1580 wurde er Diakon des kleinen Städtchens Zahna. Weil er sich mehr zum Schuldienst als zum Pfarramt hingezogen fühlte, wechselte am 22. Dezember 1585 als Rektor an die Kreuzschule in Dresden.
In den Findungszeiten der evangelisch-lutherischen sächsischen Kirche, musste er sich hier manchen Neidern erwehren. So diffamierte man ihn, Anhänger der Theologie des Johannes Calvin zu sein. Da solche Anschuldigungen des Kryptocalvinismus im Sachsen der damaligen Zeit zur Verfolgung und bis zur Hinrichtung führten, entschlossen sich die Dresdner Ratsmitglieder dazu, ihm am 8. Februar 1589 aus dieser Stellung zu entlassen. Jedoch konnte er aufgrund seiner Glaubensüberzeugung später nachweisen, gut lutherisch zu sein. Da er in keinem Dienstverhältnis mehr stand und dennoch seine Familie ernähren musste, nahm er im Oktober 1589 einen Ruf als Rektor an das Katharineum nach Lübeck an, wo er Nachfolger von Pancraz Krüger wurde. Doch da es ihn wieder in seine sächsische Heimat zog, übernahm er am 27. April 1593 die Stelle des Konrektor an der kurfürstlichen sächsischen Landschule St. Afra in Meißen. Hier starb er 1610 als Senior und wurde am 14. September 1610 in Meißen begraben.

## Familie
Aus seiner Ehe mit Magdalena Erithraeus, der Tochter des Magisters Georg Erithraeus, stammen mehrere Kinder, von denen bekannt sind:
1. Urban Rackelmann (* um 1585 in Zahna; † 1638 Zscheila (Pest)) Kreuzschule Dresden, Gym. Lübeck, 25. September 1599 – 26. September 1605 kurf. sächs. Ls. St. Afra Meißen, Som.-Sem. 1603 Uni. Leipzig (dep.), März 1606 Uni. Wittenberg, 15. März 1607 Mag. phil. ebd., 2. Mai. 1610 ord. Wittenberg, 1610 Diak. Seyda, 1612 Pfr. Plossig, 1615 Pfr. Zscheila;
2. Johannes Rackelmann (* 1588 Lübeck; † 18. Mai 1620 in Meißen) 1603 kurf. Ls. St. Afra Meißen, Som.-Sem. 1607 Uni. Leipzig, 26. April 1610 Uni. Wittenberg, 1613 Pfr. Frauenhain, 1615 Pfr. Schönfeld,
3. Michael (* 25. Februar 1594 in Meißen),
4. Magdalena ⚭ 1609 den Pfr. in Wendischbora Paul Forster